# Brownmillerita

Brownmillerita é um mineral da classe dos minerais óxidos. Foi descoberto em 1964 no vulcão Bellerberg, perto de Mayen, no estado da Renânia-Palatinado (Alemanha), sendo nomeado em homenagem a Lorrin T. Brownmiller, químico americano que descobriu o composto artificial usado como cimento industrial.

## Características químicas
É um óxido múltiplo anidro de cálcio, alumínio e ferro.
Forma uma série de soluções sólidas com a srebrodolskita (Ca2(Fe3+)2O5), em que a substituição gradual do alumínio pelo ferro dá origem aos diferentes minerais da série.